# Einband-Europameisterschaft 1994

Logo CEB (ausrichtender Verband)

Veranstaltungsort: Wijchen

Die Einband-Europameisterschaft 1994 war das 41. Turnier in dieser Disziplin des Karambolagebillards und fand vom 16. bis zum 20. März 1994 in Wijchen statt. Es war die elfte Einband-Europameisterschaft in den Niederlanden.

## Geschichte
Nachdem Fonsy Grethen schon sechs Mal bei Einband-Europameisterschaften auf dem Siegerpodest stand, durfte er diesmal ganz oben stehen. Im Finale gegen Wolfgang Zenkner entschied sich das Match erst im dritten Satz, den Grethen knapp mit 75:70 gewann. Seinen dritten Platz verteidigte Jean Paul de Bruijn. Auch diesmal schafften Martin Horn und Fabian Blondeel wieder als einzige einen Satz in einer Aufnahme zu beenden.

## Turniermodus
Gespielt wurde eine Vor-Qualifikation und eine Haupt-Qualifikation, wovon sich die 8 Gruppensieger für das Hauptturnier qualifizieren konnten. Diese acht Spieler trafen die auf die acht gesetzten Spieler. Hier gab es ein Doppel-KO System mit einer Sieger- und einer Trostrunde, wobei die Spieler für das Finale und das Spiel um Platz drei ermittelt wurden. Es wurde auf zwei Gewinnsätze à 75 Punkte gespielt. Endete ein Satz 75:75 in einer Aufnahme gab es einen Tie Break. Endete auch dieser Unentschieden wurde ein Bandenentscheid (BE) gespielt um den Sieger zu ermitteln. Es wurde ohne Nachstoß gespielt, außer bei einer Partie in einer Aufnahme.
Bei MP-Gleichstand wird in folgender Reihenfolge gewertet:
1. MP = Matchpunkte
2. SP = Satzpunkte
3. GD = Generaldurchschnitt
4. HS = Höchstserie

## Qualifikation

### Vor-Qualifikation
| MP    | Match Points (Sieger = 2; Unentschieden = 1; Verlierer = 0) |
| Pkte. | Erzielte Karambolagen                                       |
| Aufn. | Benötigte Versuche                                          |
| GD    | Generaldurchschnitt                                         |
| BED   | Bester Einzeldurchschnitt eines Spielers                    |
| HS    | Höchstserie                                                 |
|       | Bester GD des Turniers                                      |
|       | Bester ED des Turniers                                      |
|       | Beste HS des Turniers                                       |
|       | 1. Platz (Gold)                                             |
|       | 2. Platz (Silber)                                           |
|       | 3. Platz (Bronze)                                           |

| Abschlusstabelle Gruppe A | Abschlusstabelle Gruppe A | Abschlusstabelle Gruppe A | Abschlusstabelle Gruppe A | Abschlusstabelle Gruppe A | Abschlusstabelle Gruppe A | Abschlusstabelle Gruppe A | Abschlusstabelle Gruppe A | Abschlusstabelle Gruppe A |
| Platz                     | Name                      | MP                        | SP                        | Pkte                      | Aufn.                     | GD                        | BED                       | HS                        |
| ------------------------- | ------------------------- | ------------------------- | ------------------------- | ------------------------- | ------------------------- | ------------------------- | ------------------------- | ------------------------- |
| 1                         | Gerrit van Beek           | 4:0                       | 8:2                       | 247                       | 40                        | 6,17                      | 6,68                      | 39                        |
| 2                         | Egidio Vierat             | 2:2                       | 6:6                       | 234                       | 57                        | 4,10                      | 3,86                      | 18                        |
| 3                         | Dion Nelin                | 0:4                       | 2:8                       | 176                       | 52                        | 3,38                      | –                         | 25                        |

| Abschlusstabelle Gruppe B | Abschlusstabelle Gruppe B | Abschlusstabelle Gruppe B | Abschlusstabelle Gruppe B | Abschlusstabelle Gruppe B | Abschlusstabelle Gruppe B | Abschlusstabelle Gruppe B | Abschlusstabelle Gruppe B | Abschlusstabelle Gruppe B |
| Platz                     | Name                      | MP                        | SP                        | Pkte                      | Aufn.                     | GD                        | BED                       | HS                        |
| ------------------------- | ------------------------- | ------------------------- | ------------------------- | ------------------------- | ------------------------- | ------------------------- | ------------------------- | ------------------------- |
| 1                         | Axel Büscher              | 4:0                       | 8:0                       | 200                       | 38                        | 5,26                      | 6,66                      | 35                        |
| 2                         | Leo Koomen                | 0:4                       | 0:8                       | 127                       | 36                        | 3,52                      | –                         | 16                        |

| Abschlusstabelle Gruppe C | Abschlusstabelle Gruppe C | Abschlusstabelle Gruppe C | Abschlusstabelle Gruppe C | Abschlusstabelle Gruppe C | Abschlusstabelle Gruppe C | Abschlusstabelle Gruppe C | Abschlusstabelle Gruppe C | Abschlusstabelle Gruppe C |
| Platz                     | Name                      | MP                        | SP                        | Pkte                      | Aufn.                     | GD                        | BED                       | HS                        |
| ------------------------- | ------------------------- | ------------------------- | ------------------------- | ------------------------- | ------------------------- | ------------------------- | ------------------------- | ------------------------- |
| 1                         | Michel van Silfhout       | 2:2                       | 6:4                       | 217                       | 46                        | 4,71                      | 5,00                      | 27                        |
| 2                         | Antonio Oddo              | 2:2                       | 4:6                       | 167                       | 46                        | 3,63                      | 5,11                      | 14                        |

| Abschlusstabelle Gruppe D | Abschlusstabelle Gruppe D | Abschlusstabelle Gruppe D | Abschlusstabelle Gruppe D | Abschlusstabelle Gruppe D | Abschlusstabelle Gruppe D | Abschlusstabelle Gruppe D | Abschlusstabelle Gruppe D | Abschlusstabelle Gruppe D |
| Platz                     | Name                      | MP                        | SP                        | Pkte                      | Aufn.                     | GD                        | BED                       | HS                        |
| ------------------------- | ------------------------- | ------------------------- | ------------------------- | ------------------------- | ------------------------- | ------------------------- | ------------------------- | ------------------------- |
| 1                         | Freek Ottenhof            | 4:0                       | 8:0                       | 200                       | 38                        | 5,26                      | 6,25                      | 26                        |
| 2                         | Thomas Larsen             | 0:4                       | 0:8                       | 72                        | 36                        | 2,00                      | –                         | 8                         |

| Abschlusstabelle Gruppe E | Abschlusstabelle Gruppe E | Abschlusstabelle Gruppe E | Abschlusstabelle Gruppe E | Abschlusstabelle Gruppe E | Abschlusstabelle Gruppe E | Abschlusstabelle Gruppe E | Abschlusstabelle Gruppe E | Abschlusstabelle Gruppe E |
| Platz                     | Name                      | MP                        | SP                        | Pkte                      | Aufn.                     | GD                        | BED                       | HS                        |
| ------------------------- | ------------------------- | ------------------------- | ------------------------- | ------------------------- | ------------------------- | ------------------------- | ------------------------- | ------------------------- |
| 1                         | Laurent Guénet            | 2:2                       | 6:4                       | 216                       | 77                        | 2,80                      | 3,44                      | 19                        |
| 2                         | Gerrit de Boer            | 2:2                       | 4:4                       | 187                       | 56                        | 3,33                      | 3,57                      | 20                        |
| 3                         | Frans Verstappen          | 2:2                       | 4:6                       | 213                       | 76                        | 2,80                      | 2,61                      | 19                        |

| Abschlusstabelle Gruppe F | Abschlusstabelle Gruppe F | Abschlusstabelle Gruppe F | Abschlusstabelle Gruppe F | Abschlusstabelle Gruppe F | Abschlusstabelle Gruppe F | Abschlusstabelle Gruppe F | Abschlusstabelle Gruppe F | Abschlusstabelle Gruppe F |
| Platz                     | Name                      | MP                        | SP                        | Pkte                      | Aufn.                     | GD                        | BED                       | HS                        |
| ------------------------- | ------------------------- | ------------------------- | ------------------------- | ------------------------- | ------------------------- | ------------------------- | ------------------------- | ------------------------- |
| 1                         | Ferdinand Polman          | 4:0                       | 8:2                       | 217                       | 51                        | 4,25                      | 4,87                      | 39                        |
| 2                         | Xavier Gretillat          | 2:2                       | 4:4                       | 158                       | 70                        | 2,25                      | 2,27                      | 16                        |
| 3                         | Bram Vonhof               | 0:4                       | 2:8                       | 151                       | 66                        | 2,28                      | –                         | 15                        |

| Abschlusstabelle Gruppe G | Abschlusstabelle Gruppe G | Abschlusstabelle Gruppe G | Abschlusstabelle Gruppe G | Abschlusstabelle Gruppe G | Abschlusstabelle Gruppe G | Abschlusstabelle Gruppe G | Abschlusstabelle Gruppe G | Abschlusstabelle Gruppe G |
| Platz                     | Name                      | MP                        | SP                        | Pkte                      | Aufn.                     | GD                        | BED                       | HS                        |
| ------------------------- | ------------------------- | ------------------------- | ------------------------- | ------------------------- | ------------------------- | ------------------------- | ------------------------- | ------------------------- |
| 1                         | Markus Dömer              | 4:0                       | 8:2                       | 248                       | 59                        | 4,20                      | 4,77                      | 23                        |
| 2                         | Wiel van Gemert           | 2:2                       | 4:6                       | 206                       | 68                        | 3,02                      | 3,56                      | 34                        |
| 3                         | Xavier Carrer             | 0:4                       | 4:8                       | 238                       | 71                        | 3,35                      | –                         | 21                        |

### Haupt-Qualifikation
| Abschlusstabelle Gruppe A | Abschlusstabelle Gruppe A | Abschlusstabelle Gruppe A | Abschlusstabelle Gruppe A | Abschlusstabelle Gruppe A | Abschlusstabelle Gruppe A | Abschlusstabelle Gruppe A | Abschlusstabelle Gruppe A | Abschlusstabelle Gruppe A |
| Platz                     | Name                      | MP                        | SP                        | Pkte                      | Aufn.                     | GD                        | BED                       | HS                        |
| ------------------------- | ------------------------- | ------------------------- | ------------------------- | ------------------------- | ------------------------- | ------------------------- | ------------------------- | ------------------------- |
| 1                         | Fonsy Grethen             | 4:0                       | 8:2                       | 225                       | 29                        | 7,75                      | 9,61                      | 40                        |
| 2                         | Ferdinand Polman          | 2:2                       | 4:4                       | 129                       | 32                        | 4,03                      | 5,88                      | 27                        |
| 3                         | Laurent Guénet            | 0:4                       | 2:8                       | 113                       | 28                        | 4,03                      | –                         | 25                        |

| Abschlusstabelle Gruppe B | Abschlusstabelle Gruppe B | Abschlusstabelle Gruppe B | Abschlusstabelle Gruppe B | Abschlusstabelle Gruppe B | Abschlusstabelle Gruppe B | Abschlusstabelle Gruppe B | Abschlusstabelle Gruppe B | Abschlusstabelle Gruppe B |
| Platz                     | Name                      | MP                        | SP                        | Pkte                      | Aufn.                     | GD                        | BED                       | HS                        |
| ------------------------- | ------------------------- | ------------------------- | ------------------------- | ------------------------- | ------------------------- | ------------------------- | ------------------------- | ------------------------- |
| 1                         | Freek Ottenhof            | 4:0                       | 8:2                       | 233                       | 54                        | 4,31                      | 5,26                      | 37                        |
| 2                         | Thomas Nockemann          | 2:2                       | 6:4                       | 218                       | 59                        | 3,75                      | 4,16                      | 21                        |
| 3                         | Philippe Deraes           | 0:4                       | 0:8                       | 134                       | 41                        | 3,26                      | –                         | 18                        |

| Abschlusstabelle Gruppe C | Abschlusstabelle Gruppe C | Abschlusstabelle Gruppe C | Abschlusstabelle Gruppe C | Abschlusstabelle Gruppe C | Abschlusstabelle Gruppe C | Abschlusstabelle Gruppe C | Abschlusstabelle Gruppe C | Abschlusstabelle Gruppe C |
| Platz                     | Name                      | MP                        | SP                        | Pkte                      | Aufn.                     | GD                        | BED                       | HS                        |
| ------------------------- | ------------------------- | ------------------------- | ------------------------- | ------------------------- | ------------------------- | ------------------------- | ------------------------- | ------------------------- |
| 1                         | Raymond Knoors            | 4:0                       | 8:4                       | 229                       | 43                        | 5,32                      | 6,40                      | 24                        |
| 2                         | Xavier Gretillat          | 2:2                       | 6:6                       | 240                       | 46                        | 5,21                      | 5,19                      | 39                        |
| 3                         | Axel Büscher              | 0:4                       | 4:8                       | 232                       | 47                        | 4,93                      | –                         | 31                        |

| Abschlusstabelle Gruppe D | Abschlusstabelle Gruppe D | Abschlusstabelle Gruppe D | Abschlusstabelle Gruppe D | Abschlusstabelle Gruppe D | Abschlusstabelle Gruppe D | Abschlusstabelle Gruppe D | Abschlusstabelle Gruppe D | Abschlusstabelle Gruppe D |
| Platz                     | Name                      | MP                        | SP                        | Pkte                      | Aufn.                     | GD                        | BED                       | HS                        |
| ------------------------- | ------------------------- | ------------------------- | ------------------------- | ------------------------- | ------------------------- | ------------------------- | ------------------------- | ------------------------- |
| 1                         | Michael Hikl              | 2:2                       | 4:4                       | 182                       | 37                        | 4,91                      | 4,76                      | 21                        |
| 2                         | Francisco Fortiana        | 2:2                       | 4:4                       | 188                       | 43                        | 4,37                      | 5,88                      | 29                        |
| 3                         | Freddie ter Back          | 2:2                       | 4:4                       | 169                       | 47                        | 3,59                      | 3,70                      | 36                        |

| Abschlusstabelle Gruppe E | Abschlusstabelle Gruppe E | Abschlusstabelle Gruppe E | Abschlusstabelle Gruppe E | Abschlusstabelle Gruppe E | Abschlusstabelle Gruppe E | Abschlusstabelle Gruppe E | Abschlusstabelle Gruppe E | Abschlusstabelle Gruppe E |
| Platz                     | Name                      | MP                        | SP                        | Pkte                      | Aufn.                     | GD                        | BED                       | HS                        |
| ------------------------- | ------------------------- | ------------------------- | ------------------------- | ------------------------- | ------------------------- | ------------------------- | ------------------------- | ------------------------- |
| 1                         | Brahim Djoubri            | 2:2                       | 6:4                       | 223                       | 48                        | 4,64                      | 6,25                      | 30                        |
| 2                         | José Albert               | 2:2                       | 4:4                       | 152                       | 38                        | 4,00                      | 4,34                      | 16                        |
| 3                         | Gerrit Boer               | 2:2                       | 4:6                       | 216                       | 54                        | 4,00                      | 4,40                      | 29                        |

| Abschlusstabelle Gruppe F | Abschlusstabelle Gruppe F | Abschlusstabelle Gruppe F | Abschlusstabelle Gruppe F | Abschlusstabelle Gruppe F | Abschlusstabelle Gruppe F | Abschlusstabelle Gruppe F | Abschlusstabelle Gruppe F | Abschlusstabelle Gruppe F |
| Platz                     | Name                      | MP                        | SP                        | Pkte                      | Aufn.                     | GD                        | BED                       | HS                        |
| ------------------------- | ------------------------- | ------------------------- | ------------------------- | ------------------------- | ------------------------- | ------------------------- | ------------------------- | ------------------------- |
| 1                         | Rafael Garcia             | 4:0                       | 8:4                       | 257                       | 47                        | 5,46                      | 7,06                      | 50                        |
| 2                         | Markus Dömer              | 2:2                       | 6:6                       | 246                       | 50                        | 4,92                      | 5,84                      | 38                        |
| 3                         | Gerrit van Beek           | 0:4                       | 4:8                       | 172                       | 34                        | 5,05                      | –                         | 33                        |

| Abschlusstabelle Gruppe G | Abschlusstabelle Gruppe G | Abschlusstabelle Gruppe G | Abschlusstabelle Gruppe G | Abschlusstabelle Gruppe G | Abschlusstabelle Gruppe G | Abschlusstabelle Gruppe G | Abschlusstabelle Gruppe G | Abschlusstabelle Gruppe G |
| Platz                     | Name                      | MP                        | SP                        | Pkte                      | Aufn.                     | GD                        | BED                       | HS                        |
| ------------------------- | ------------------------- | ------------------------- | ------------------------- | ------------------------- | ------------------------- | ------------------------- | ------------------------- | ------------------------- |
| 1                         | Pedro Arnau               | 4:0                       | 8:2                       | 212                       | 38                        | 5,57                      | 7,14                      | 19                        |
| 2                         | Robert Pragst             | 2:2                       | 6:6                       | 206                       | 60                        | 3,43                      | 3,24                      | 21                        |
| 3                         | Michel van Silfhout       | 0:4                       | 2:8                       | 198                       | 50                        | 3,96                      | –                         | 25                        |

| Abschlusstabelle Gruppe H | Abschlusstabelle Gruppe H | Abschlusstabelle Gruppe H | Abschlusstabelle Gruppe H | Abschlusstabelle Gruppe H | Abschlusstabelle Gruppe H | Abschlusstabelle Gruppe H | Abschlusstabelle Gruppe H | Abschlusstabelle Gruppe H |
| Platz                     | Name                      | MP                        | SP                        | Pkte                      | Aufn.                     | GD                        | BED                       | HS                        |
| ------------------------- | ------------------------- | ------------------------- | ------------------------- | ------------------------- | ------------------------- | ------------------------- | ------------------------- | ------------------------- |
| 1                         | Jos Bongers               | 4:0                       | 8:0                       | 200                       | 24                        | 8,33                      | 9,09                      | 50                        |
| 2                         | Louis Edelin              | 2:2                       | 4:6                       | 155                       | 37                        | 4,18                      | 4,55                      | 31                        |
| 3                         | Egidio Vieira             | 0:4                       | 2:8                       | 115                       | 38                        | 3,02                      | –                         | 13                        |

## Hauptturnier

### Siegerrunde
| Name                | MP  | SP  | 1. Satz | 2. Satz | 3. Satz | Pkte. | Aufn. | GD    | HS |
| ------------------- | --- | --- | ------- | ------- | ------- | ----- | ----- | ----- | -- |
| 1. Runde            |     |     |         |         |         |       |       |       |    |
| Wolfgang Zenkner    | 2:0 | 4:0 | 75(8)   | 75(12)  |         | 150   | 20    | 7,50  | 42 |
| Pedro Arnau         | 0:2 | 0:4 | 27(7)   | 65(12)  |         | 92    | 19    | 4,84  | 26 |
| Brahim Djoubri      | 2:0 | 4:2 | 31(12)  | 75(12)  | 75(9)   | 181   | 33    | 5,48  | 35 |
| Stephan Horvath     | 0:2 | 2:4 | 75(13)  | 54(11)  | 43(9)   | 172   | 33    | 5,21  | 26 |
| Jean Paul de Bruijn | 2:0 | 4:0 | 75(15)  | 75(4)   |         | 150   | 19    | 7,89  | 44 |
| Freek Ottenhof      | 0:2 | 0:4 | 74(14)  | 16(4)   |         | 90    | 18    | 5,00  | 15 |
| Marc Massé          | 2:0 | 4:0 | 75(12)  | 75(7)   |         | 150   | 19    | 7,89  | 34 |
| Rafael Garcia       | 0:2 | 0:4 | 41(12)  | 28(6)   |         | 69    | 18    | 3,83  | 18 |
| Peter de Backer     | 2:0 | 4:0 | 75(8)   | 75(15)  |         | 150   | 23    | 6,52  | 38 |
| Michael Hikl        | 0:2 | 0:4 | 64(8)   | 31(4)   |         | 95    | 22    | 4,31  | 26 |
| Jos Bongers         | 2:0 | 4:2 | 75(5)   | 1(1)    | 75(5)   | 151   | 11    | 13,72 | 58 |
| Fabian Blondeel     | 0:2 | 2:4 | 26(4)   | 75(1)   | 50(4)   | 151   | 9     | 16,77 | 75 |
| Henri Tilleman      | 0:2 | 2:4 | 26(5)   | 75(3)   | 49(11)  | 150   | 19    | 7,89  | 56 |
| Raymond Knoors      | 2:0 | 4:2 | 75(5)   | 72(3)   | 75(11)  | 222   | 19    | 11,68 | 57 |
| Fonsy Grethen       | 2:0 | 4:2 | 16(2)   | 75(6)   | 75(4)   | 166   | 12    | 13,83 | 35 |
| Martin Horn         | 0:2 | 2:4 | 75(3)   | 52(5)   | 37(4)   | 164   | 12    | 13,63 | 47 |
| 2. Runde            |     |     |         |         |         |       |       |       |    |
| Wolfgang Zenkner    | 2:0 | 4:2 | 75(9)   | 46(10)  | 75(5)   | 196   | 24    | 8,16  | 29 |
| Brahim Djoubri      | 0:2 | 2:4 | 68(8)   | 75(11)  | 38(4)   | 181   | 23    | 7,86  | 33 |
| Jean Paul de Bruijn | 2:0 | 4:2 | 57(10)  | 75(13)  | 75(4)   | 207   | 27    | 7,66  | 23 |
| Marc Massé          | 0:2 | 2:4 | 75(10)  | 47(13)  | 10(3)   | 132   | 26    | 5,07  | 27 |
| Peter de Backer     | 2:0 | 4:2 | 75(11)  | 22(3)   | 75(13)  | 172   | 27    | 6,37  | 41 |
| Jos Bongers         | 0:2 | 2:4 | 55(10)  | 75(4)   | 32(12)  | 162   | 26    | 6,23  | 42 |
| Raymond Knoors      | 0:2 | 2:4 | 75(12)  | 32(7)   | 6(1)    | 113   | 20    | 5,65  | 43 |
| Fonsy Grethen       | 2:0 | 4:2 | 69(12)  | 75(7)   | 73(2)   | 219   | 21    | 10,42 | 59 |
| 3. Runde            |     |     |         |         |         |       |       |       |    |
| Wolfgang Zenkner    | 2:0 | 4:2 | 21(8)   | 75(12)  | 75(12)  | 171   | 32    | 5,34  | 24 |
| Jean Paul de Bruijn | 0:2 | 2:4 | 75(9)   | 54(11)  | 61(12)  | 190   | 32    | 5,93  | 23 |
| Peter de Backer     | 0:2 | 2:4 | 75(9)   | 0(1)    | 24(4)   | 99    | 14    | 7,07  | 39 |
| Fonsy Grethen       | 2:0 | 4:2 | 35(8)   | 75(2)   | 75(4)   | 185   | 14    | 13,21 | 75 |
| Finale              |     |     |         |         |         |       |       |       |    |
| Wolfgang Zenkner    | 0:2 | 2:4 | 75(4)   | 44(5)   | 70(9)   | 189   | 18    | 10,50 | 48 |
| Fonsy Grethen       | 2:0 | 4:2 | 18(3)   | 75(6)   | 75(9)   | 168   | 18    | 9,33  | 59 |

| Name                | MP  | SP  | 1. Satz | 2. Satz | 3. Satz | Pkte. | Aufn. | GD    | HS |
| ------------------- | --- | --- | ------- | ------- | ------- | ----- | ----- | ----- | -- |
| 1. Runde            |     |     |         |         |         |       |       |       |    |
| Pedro Arnau         | 0:2 | 2:4 | 48(9)   | 75(16)  | 49(5)   | 172   | 30    | 5,73  | 40 |
| Stephan Horvath     | 2:0 | 4:2 | 70(10)  | 40(15)  | 75(6)   | 190   | 31    | 6,12  | 38 |
| Freek Ottenhof      | 0:2 | 0:4 | 70(8)   | 24(9)   |         | 94    | 17    | 5,52  | 36 |
| Rafael Garcia       | 2:0 | 4:0 | 75(8)   | 75(10)  |         | 150   | 18    | 8,33  | 32 |
| Michael Hikl        | 2:0 | 4:2 | 75(7)   | 72(9)   | 75(10)  | 222   | 26    | 8,53  | 43 |
| Fabian Blondeel     | 0:2 | 2:4 | 44(6)   | 75(10)  | 67(9)   | 186   | 25    | 7,44  | 25 |
| Henri Tilleman      | 0:2 | 2:4 | 75(4)   | 56(10)  | 0(1)    | 131   | 15    | 8,73  | 41 |
| Martin Horn         | 2:0 | 4:2 | 34(4)   | 75(10)  | 75(1)   | 184   | 15    | 12,26 | 75 |
| 2. Runde            |     |     |         |         |         |       |       |       |    |
| Stephan Horvath     | 2:0 | 4:0 | 75(11)  | 75(16)  |         | 150   | 27    | 5,55  | 18 |
| Raymond Knoors      | 0:2 | 0:4 | 68(11)  | 55(15)  |         | 123   | 26    | 4,73  | 33 |
| Rafael Garcia       | 2:0 | 4:2 | 75(6)   | 1(2)    | 75(8)   | 151   | 16    | 9,43  | 34 |
| Jos Bongers         | 0:2 | 2:4 | 74(5)   | 75(3)   | 28(7)   | 177   | 15    | 11,80 | 64 |
| Michael Hikl        | 0:2 | 0:4 | 56(6)   | 48(9)   |         | 104   | 15    | 6,93  | 19 |
| Marc Massé          | 2:0 | 4:0 | 75(7)   | 75(9)   |         | 150   | 16    | 9,37  | 36 |
| Martin Horn         | 2:0 | 4:2 | 44(11)  | 75(6)   | 75(14)  | 194   | 31    | 6,25  | 43 |
| Brahim Djoubri      | 0:2 | 2:4 | 75(12)  | 4(5)    | 44(14)  | 123   | 31    | 3,96  | 19 |
| 3. Runde            |     |     |         |         |         |       |       |       |    |
| Stephan Horvath     | 0:2 | 2:4 | 49(10)  | 75(12)  | 68(8)   | 192   | 30    | 6,40  | 56 |
| Rafael Garcia       | 2:0 | 4:2 | 75(11)  | 70(11)  | 75(9)   | 220   | 31    | 7,09  | 35 |
| Marc Massé          | 2:0 | 4:0 | 75(9)   | 75(7)   |         | 150   | 16    | 9,37  | 42 |
| Martin Horn         | 0:2 | 0:4 | 7(8)    | 52(7)   |         | 59    | 15    | 3,93  | 27 |
| 4. Runde            |     |     |         |         |         |       |       |       |    |
| Rafael Garcia       | 0:2 | 0:4 | 72(8)   | 68(4)   |         | 140   | 12    | 11,66 | 54 |
| Jean Paul de Bruijn | 2:0 | 4:0 | 75(9)   | 75(4)   |         | 150   | 13    | 11,53 | 44 |
| Marc Massé          | 0:2 | 0:4 | 53(4)   | 56(18)  |         | 109   | 22    | 4,95  | 23 |
| Peter de Backer     | 2:0 | 4:0 | 75(5)   | 75(18)  |         | 150   | 23    | 6,52  | 45 |
| Spiel um Platz 3    |     |     |         |         |         |       |       |       |    |
| Jean Paul de Bruijn | 2:0 | 4:2 | 75(4)   | 32(6)   | 75(3)   | 182   | 13    | 14,00 | 50 |
| Peter de Backer     | 0:2 | 2:4 | 62(3)   | 75(7)   | 27(2)   | 164   | 12    | 13,66 | 51 |

| MP    | Match Points (Sieger = 2; Unentschieden = 1; Verlierer = 0) |
| Pkte. | Erzielte Karambolagen                                       |
| Aufn. | Benötigte Versuche                                          |
| GD    | Generaldurchschnitt                                         |
| BED   | Bester Einzeldurchschnitt eines Spielers                    |
| HS    | Höchstserie                                                 |
|       | Bester GD des Turniers                                      |
|       | Bester ED des Turniers                                      |
|       | Beste HS des Turniers                                       |
|       | 1. Platz (Gold)                                             |
|       | 2. Platz (Silber)                                           |
|       | 3. Platz (Bronze)                                           |

| Platz                               | Name                | Spiele | MP  | SP    | Pkte | Aufn. | GD    | BED   | BSD   | HS |
| ----------------------------------- | ------------------- | ------ | --- | ----- | ---- | ----- | ----- | ----- | ----- | -- |
| 1                                   | Fonsy Grethen       | 4      | 8:0 | 16:8  | 738  | 65    | 11,35 | 13,83 | 37,50 | 75 |
| 2                                   | Wolfgang Zenkner    | 4      | 6:2 | 14:8  | 706  | 94    | 7,51  | 8,16  | 15,00 | 48 |
| 3                                   | Jean Paul de Bruijn | 5      | 8:2 | 18:8  | 879  | 104   | 8,45  | 14,00 | 25,00 | 50 |
| 4                                   | Peter de Backer     | 5      | 6:4 | 16:10 | 735  | 99    | 7,42  | 6,52  | 15,00 | 51 |
| 5                                   | Marc Massé          | 5      | 6:4 | 14:8  | 691  | 99    | 6,97  | 9,37  | 10,71 | 43 |
| 6                                   | Rafael Garcia       | 4      | 6:4 | 12:12 | 730  | 95    | 7,68  | 9,43  | 12,50 | 54 |
| 7                                   | Stephan Horvath     | 4      | 4:4 | 12:10 | 704  | 121   | 5,81  | 6,12  | 12,50 | 56 |
| 8                                   | Martin Horn         | 4      | 4:4 | 10:12 | 601  | 73    | 8,23  | 12,26 | 75,00 | 75 |
| 9                                   | Jos Bongers         | 3      | 2:4 | 8:10  | 490  | 52    | 9,42  | 13,72 | 25,00 | 64 |
| 10                                  | Brahim Djoubri      | 3      | 2:4 | 8:10  | 485  | 87    | 5,57  | 5,48  | 8,33  | 35 |
| 11                                  | Raymond Knoors      | 3      | 2:4 | 6:10  | 458  | 65    | 7,04  | 11,68 | 15,00 | 57 |
| 12                                  | Michael Hikl        | 3      | 2:4 | 4:10  | 421  | 63    | 6,68  | 8,53  | 10,71 | 43 |
| 13                                  | Fabian Blondeel     | 2      | 0:4 | 4:8   | 337  | 34    | 9,91  | –     | 75,00 | 75 |
| 14                                  | Henri Tilleman      | 2      | 0:4 | 4:8   | 281  | 34    | 8,26  | –     | 25,00 | 56 |
| 15                                  | Pedro Arnau         | 2      | 0:4 | 2:8   | 264  | 49    | 5,38  | –     | 4,68  | 40 |
| 16                                  | Freek Ottenhof      | 2      | 0:4 | 0:8   | 184  | 35    | 5,25  | –     | –     | 36 |
| Turnierdurchschnitt: Endrunde: 7,44 |                     |        |     |       |      |       |       |       |       |    |